# 外阿爾斯特湖
53°33′59″N 10°00′23″E / 53.5664678°N 10.0064373°E

外阿爾斯特湖及其附近地區

外阿爾斯特湖（德語：Außenalster）是德國城市漢堡的兩個主要人工湖之一，也是兩個人工湖中面積較大的一個（另外一個是內阿爾斯特湖）。外阿爾斯特湖是漢堡市民重要的體育和娛樂活動用地。外阿爾斯特湖面積1.64平方（164公頃），平均深度只有2.5（8.2英尺）。

## 外部連結
- Photos of AußenalsterArchive.today的存檔，存档日期2014-10-12 on bilderbuch-hamburg.de （德文）
- Photos of Außenalster on bilder-hamburg.info （德文）